# Verhandlung

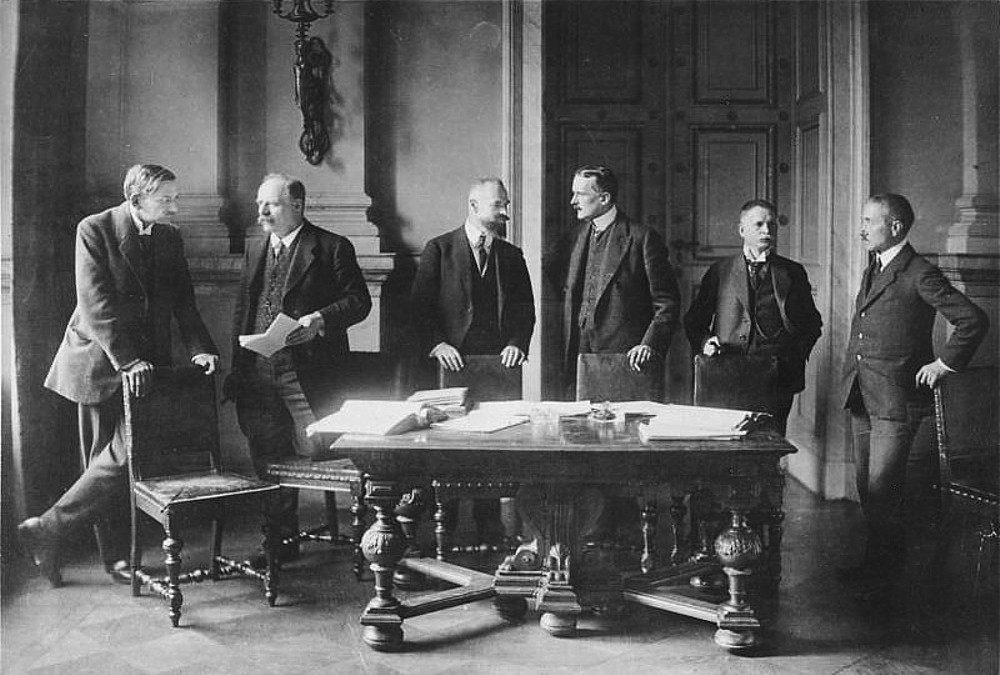
Die Mitglieder der für die Friedensverhandlungen in Paris bestimmten deutschen Delegation (v. l. n. r.): Walther Schücking, Reichspostminister Johannes Giesberts, Reichsjustizminister Otto Landsberg, Reichsminister des Auswärtigen Ulrich von Brockdorff-Rantzau, Präsident der Preußischen Landesversammlung Robert Leinert, Carl Melchior (Januar 1919)

Verhandlung ist eine Gesprächsform über einen kontroversen Sachverhalt, die durch gegensätzliche Interessen der Parteien gekennzeichnet ist und einen Interessenausgleich beziehungsweise eine Einigung zum Ziel hat. Menschen verhandeln täglich, mit dem Arbeitgeber, Partner, Kindern, Händlern, und anderen. Dieses Verhandeln beeinflusst Preise, die wir bezahlen, das Einkommen oder auch wo man die nächsten Ferien verbringt.

## Allgemeines
Abzugrenzen ist die Verhandlung von Gespräch, Besprechung, Diskussion oder Debatte. Das Gespräch ist ein übergeordneter Gattungsbegriff, zu dem auch Verhandlungen gehören. Verhandlungen finden ganz überwiegend als mündliche Kommunikation statt (Ausnahme ist die „schriftliche Verhandlung“). Besprechungen sind meist intern innerhalb von Organisationen anberaumt, während Verhandlungen überwiegend organisationsübergreifend vorkommen. Eine Diskussion beinhaltet zwar ebenfalls kontroverse Themen, grenzt sich aber von der Verhandlung durch fehlende Entscheidungen oder Entscheidungsvorbereitung ab. Debatten wiederum folgen strengen formalen Regeln, die einer Verhandlung nicht zwingend zugrunde liegen müssen.
Verhandlungen können als Absprachen über künftiges Handeln gekennzeichnet werden. Den vorhandenen Verhandlungsparteien muss zunächst bewusst werden, dass die jeweils andere Partei bei einem bestimmten Sachverhalt einen anderen Standpunkt, andere Interessen oder Ziele verfolgt. Um die eigenen Interessen oder Ziele durchzusetzen, müssen die Parteien in Kontakt treten, was durch eine Verhandlung geschieht.
Verhandlungen sind Erkenntnisobjekt der Politologie, Wirtschaftswissenschaften, Philosophie, Kommunikationswissenschaft, Mathematik, Soziologie und Psychologie. Inzwischen werden die Teildisziplinen in Form der Verhandlungstheorie als einheitlicher Forschungsbereich behandelt. Obwohl der Verhandlungsbegriff sehr weit gefasst ist, findet er seine Grenzen im Übergang vom friedlichen Interessenausgleich „am Verhandlungstisch“ oder „vor Gericht“ durch die Eskalation zwischen den Konfliktparteien mit Hilfe von Waffengewalt (Krieg) oder mit Hilfe von Schutzrechten (Patente) bzw. handelsrechtlichen Sanktionen (Wirtschaftskrieg).

## Arten
Nach der Anzahl der an einer Verhandlung teilnehmenden Parteien können sich zwei (bilaterale Verhandlung) oder mehrere (multilaterale Verhandlung) Parteien begegnen und versuchen, Konflikte durch eine Einigung beizulegen. Bilaterale Verhandlungen gibt es insbesondere zwischen Käufern und Verkäufern vor Abschluss eines Kaufvertrags, wenn die Lieferungs- und/oder Zahlungsbedingungen noch auszuhandeln sind (Feilschen bei Vertragsverhandlungen). Bei den multilateralen Verhandlungen unterscheidet man zwischen einseitig und beidseitig multilateralen Verhandlungen. Die „einseitig“ multilateralen Verhandlungen bestehen aus einer Partei und mehreren gegnerischen Parteien wie bei Auktionen oder Ausschreibungen, bei „beidseitig“ multilateralen Verhandlungen sitzen sich mindestens vier Parteien – mit der etwaigen Möglichkeit zur Bildung von Koalitionen – gegenüber (Arbeitsgemeinschaft, Konsortium, Börse). Bei letzteren treten die Parteien zueinander in Kontakt, bei einseitig multilateralen Verhandlungen dagegen nicht.
Weitgehend durchgesetzt hat sich in der Literatur auch die Unterscheidung zwischen „distributiven“ und „integrativen“ Verhandlungen bzw. Verhandlungselementen, wobei eine Verhandlung sowohl distributive als auch integrative Elemente enthalten kann. Ein typisches Beispiel für distributive industrielle Verhandlungen ist dabei die Verhandlung über den Preis. Hingegen ist die intraorganisationale Verhandlung über die personale Qualifizierung eines Mitarbeiters eher eine integrative Verhandlung, da beide Seiten Vorteile daraus ziehen können, wenn der Mitarbeiter über mehr Know-how verfügt.
Unter einer „automatisierten“ Verhandlung ist ein iterativer Kommunikations- und Entscheidungsprozess zwischen mindestens zwei Akteuren zu verstehen, die zum Erreichen einer Verhandlungslösung ITK-gestützt Angebote und Argumente austauschen. Akteure können hierbei natürliche Personen oder Softwareagenten sein. Aufgrund der wachsenden Bedeutung elektronischer Märkte besteht ein hohes praktisches und wissenschaftliches Interesse an der Entwicklung automatisierter Verhandlungslösungen.

## Verhandlungsparteien und Verhandlungsthemen
Unterhalb der Verhandlungsschwelle befinden sich die Partnerwahl und sonstige soziale Beziehungen, deren Kommunikation weitgehend auf der Beziehungsebene abläuft. Maßgeblich ist jedoch bei Verhandlungen die Inhaltsebene, wenngleich auch Beziehungsebenen im Rahmen des Harvard-Konzepts durch gegenseitigen Respekt vorhanden sind. Verhandlungsmöglichkeiten bieten sich im Rahmen einer Geschäftsbeziehung zwischen Unternehmen bei Business-to-Business (Unternehmen-Unternehmen), Business-to-Consumer (Unternehmen-Konsument) und Business-to-Administration (Unternehmen-öffentliche Verwaltung) und umgekehrt an. Bei Business-to-business finden Verhandlungen zwischen Unternehmen statt, etwa zwischen gewerblichen Debitoren und gewerblichen Kreditoren (über Lieferungs- und Zahlungsbedingungen), zwischen Kreditinstituten (Interbankenhandel, Korrespondenzbanken) oder zwischen Banken und Großunternehmen (Kredit- oder Anleihebedingungen). Bei Business-to-Administration gibt es Verhandlungen bei der öffentlichen Auftragsvergabe.
Verhandlungsthemen betreffen alle Fachgebiete mit volkswirtschaftlichen, betriebswirtschaftlichen, juristischen, soziologischen, politischen und privaten Inhalten. Es handelt sich um Fachgebiete, bei denen es unterschiedliche Standpunkte geben kann, die nur durch Verhandlungen gelöst werden können. Die vielfältigen Formen der Verhandlungsführung reichen von sachlichen Auseinandersetzungen zwischen Geschäftspartnern bis hin zu institutionalisierten Verhandlungen vor Gericht bzw. mit oder zwischen Behörden.
Verhandlungen dienen entweder der Vorbereitung von späteren Entscheidungen oder diese werden bereits während der Verhandlung getroffen. Für letzteres müssen die Verhandlungsteilnehmer als Delegation Kompetenzen besitzen, da ansonsten die Entscheidungen durch die delegierende Stelle (Unternehmensführung, Regierung, Parlament) getroffen werden müssen.

## Vorbereitung
Wie jede anspruchsvolle Aufgabe bedürfen auch Verhandlungen einer sorgfältigen Vorbereitung. Die Vorbereitung der Verhandlung dient dazu, geeignete Wege zum Verhandlungserfolg zu finden. Hierzu gehört zunächst die Ausarbeitung des Verhandlungsinhalts (Verhandlungssache, Konfliktstoff), der in sämtlichen verhandlungsrelevanten Aspekten zu untersuchen ist. Dabei benennen Verhandlungsführer zunächst die Verhandlungsgegenstände und versuchen unterschiedliche Ausprägungen zu identifizieren. Sie sollten versuchen, für ihre eigenen Verhandlungsziele Nutzenfunktionen zu definieren und abschätzen, wie sich die Gegenseite vorbereitet. Es folgt eine Analyse der von der Gegenpartei in die Verhandlung entsandten Vertreter, deren Verhandlungsfähigkeit und Ziele. Sodann wird unter den Beteiligten Einvernehmen über Verhandlungstermin (bei der Wahl des richtigen Verhandlungstermins können die Erkenntnisse aus der Arbeitskurve berücksichtigt werden), -ort, Tagesordnung und Sitzordnung erzielt. Daran schließt sich die Festlegung der eigenen Verhandlungsstrategie an.

## Verhandlungsstrategien
Es gibt drei Arten der Verhandlungsstrategie, und zwar die kooperative (auch: integrative), die kompromissbereite und die kompetitive Strategie. Während die kooperative Verhandlungsstrategie nach Problemlösungen im Rahmen einer Kooperation sucht und eine Win-win-Situation schafft, zielt die kompromissbereite auf die Eingehung von Kompromissen ab. Kooperative Strategien setzen ein einheitliches Ziel der Verhandlungspartner voraus, kompromissbereite erkennen die abweichenden Ziele der übrigen Verhandlungsteilnehmer und versuchen sie mittels Kompromiss in Einklang zu bringen. Kooperative Verhandlungsstrategien sind z. B. das Harvard-Konzept, die Delphinstrategie und Win-Win. Die kompetitive Verhandlungsstrategie dagegen betrachtet die andere Verhandlungspartei als Gegner, den es zu besiegen gilt. Sie ist auf Konfrontation ausgerichtet, baut auf gegenseitigem Misstrauen auf und führt zu einer Win-lose-Situation. Verhandlungsinhalt können hier auch Lügen, Drohungen, Warnungen, Zeitdruck oder Bluffs sein. Kompetitive Verhandlungsstrategien (etwa Brinkmanship) bergen für den Unkooperativen das Risiko, dass der unter Druck gesetzte Verhandlungsgegner später (wenn er z. B. in einer unangreifbaren Situation ist) Rache übt. Typische Konfrontationsverhandlungen sind Tarifverhandlungen, Gehaltsverhandlungen, Koalitionsverhandlungen oder Friedensverhandlungen.
Wer über Macht und speziell Verhandlungsmacht verfügt, kann auch ultimativ verhandeln. Diese Macht kann in einer einseitigen Abhängigkeit des Lieferanten von dessen Kunden (Zulieferer in der Automobilindustrie), Marktmacht oder einem hohen Marktanteil zum Ausdruck kommen. Falls sich die Machtpositionen der Verhandlungsparteien voneinander unterscheiden, wirkt sich dies auf den Verhandlungsspielraum aus und prägt von vorneherein die Verhandlung.

## Verhandlungsführung
Je nach Größe und Bedeutung der Verhandlung benennt jede Partei einen Verhandlungsleiter, Protokollführer und weitere Verhandlungsmitglieder. Die Anzahl der Verhandlungsmitglieder soll bei allen Parteien gleich groß sein. Bei der Konfliktbearbeitung ist die Reduktion der Komplexität von zentraler Bedeutung. Eine Vereinfachung der Komplexität kann entweder örtlich/personal durch Verminderung der Teilnehmerzahl oder inhaltlich durch Verminderung der Entscheidungsalternativen geschehen. Konflikte können durch Auslagerung, Vertagung und Auslassung von konfliktbehafteten Themen (Deadlock) und die Konzentration auf unumstrittene Sachverhalte vermindert oder ausgeschaltet werden. Der Verhandlungsverlauf wird durch sachliche und persönliche Faktoren beeinflusst, die wiederum der Inhalts- oder Beziehungsebene angehören. Ein Prozessmanagement sorgt in Verhandlungen für die positive Beeinflussung des Verhandlungsprozesses und der Verhandlungsatmosphäre.
Im Laufe einer Verhandlung können sowohl nonverbale als auch strategische Elemente, aber auch Verhandlungshelfer (so genannte Sekundanten) die Auseinandersetzung begleiten. Zum Vortrag der eigenen Interessen und zur Würdigung der Interessen der Verhandlungsgegner haben sich in den verschiedenen Kulturen höchst unterschiedliche „Verhandlungsrituale“ entwickelt. Normalerweise werden die einzelnen Phasen der Verhandlungsführung nicht formal angezeigt oder bekundet. Üblich ist eher der fließende Übergang von einer zu der nächsten Phase, während die Eröffnung und der Abschluss einer Verhandlung nicht selten mit einer (nonverbalen) Signalhandlung begleitet werden. Hierbei ist es nicht immer erforderlich, einen gefundenen Kompromiss schriftlich zu fixieren. In vielen Bereichen ist es auch möglich, durch konkludentes (schlüssiges) Handeln Verhandlungen zu führen.

## Verhandlungsziele
Hauptziel einer Verhandlung ist die Lösung eines Interessenkonflikts. Verhandlungen zielen darauf ab, über Tausch, Kompromiss oder Überzeugung in der direkten Kommunikation eine kollektive, von allen Beteiligten akzeptierte und dadurch verbindliche Verhandlungslösung zu erreichen. Sie sollen eine für beide Seiten tragfähige und umsetzbare Lösung und Einigung bringen. Dabei gilt es zu bedenken, dass je mehr in einer Verhandlung auf dem Spiel steht, umso stärker sich die Wahrnehmung der Gegenpartei verzerrt.
Je mehr Teilnehmer vorhanden sind, umso größer ist die Gefahr der mangelnden Effizienz der Verhandlungen. Zwecks Einhaltung der Effizienz sind Moderation und straffe Tagesordnung erforderlich. Nach der „Zwei-Pizza-Regel“ des Jeff Bezos von Amazon beträgt das Maximum acht Personen.

## Verhandlungsergebnis
Verhandlungen können „scheitern“, vorzeitig „abgebrochen“ oder „vertagt“ werden. Im Falle eines positiven Verhandlungsergebnisses folgt der Abschluss der Verhandlung, bei dem die wichtigsten erzielten Ergebnisse noch einmal wiederholt werden, um einen Einigungsmangel auszuschalten. Das schriftliche Verhandlungsprotokoll wird vom Protokollführer erstellt und später den Beteiligten zur Verfügung gestellt. Es muss die tatsächlich anwesenden Teilnehmer, ihre Verhandlungsbeiträge und die wichtigsten Verhandlungsergebnisse beinhalten. Die Zustimmung der Verhandlungsteilnehmer zum Protokoll führt zur Erstellung und Unterzeichnung der verhandelten Verträge oder – nach nationaler Ratifikation – internationaler Abkommen. Lagen die Interessen und Ziele der Teilnehmer zu weit voneinander entfernt und Kompromisse konnten nicht gefunden werden, liegt ein Scheitern der Verhandlungen vor. Das Scheitern internationaler Verhandlungen ist sowohl theoretisch als auch empirisch bisher nur peripher beachtet worden. Ein Scheitern wird primär über unvollständige Informationen erklärt. Die Verhandlungsteilnehmer konnten sich lediglich darüber einigen, dass weder eine Einigung über unumstrittene Verhandlungspunkte noch eine Vertagung möglich waren.

## Verhandlungen im Recht
Der Begriff der Verhandlung ist auch ein Rechtsbegriff.

### Notare
Die notarielle Beurkundung wird rechtlich als Verhandlung bezeichnet. In einer Verhandlung vor dem Notar erklären die Beteiligten ihren zu beurkundenden Willen (§ 8 BeurkG), der nach Belehrung durch den Notar in eine Niederschrift aufgenommen, vorgelesen, genehmigt und von den Beteiligten und dem Notar eigenhändig unterschrieben wird (§ 9, § 13 BeurkG).

### Gerichte
Anders als bei den Verhandlungen außerhalb des Rechts entscheiden nicht die Parteien selbst über die Lösung des Konflikts, sondern bei Gerichtsverhandlungen eine dritte neutrale Partei – das Gericht. In § 128 Abs. 1 ZPO wird bestimmt, dass die Parteien über einen Rechtsstreit vor dem erkennenden Gericht mündlich zu verhandeln haben („Grundsatz der Mündlichkeit“). Der Grundsatz der Mündlichkeit ist auch die reguläre Form des äußeren Ablaufs eines Gerichtsverfahrens in Europa und ist eine der Prozessmaximen, die im deutschen Rechtssystem den bis 1879 noch geltenden Schriftlichkeitsgrundsatz ablöste. Diese Sichtweise wurde 1909/1924 wieder eingeführt und erlaubt dem Gericht sowohl die Bezugnahme auf schriftliche Anträge und Beweisstücke, als auch die Würdigung des gesprochenen Wortes vor Gericht. Damit bildet die mündliche Verhandlung das zentrale Element eines Zivilprozesses. Nach § 128 Abs. 2 ZPO kann ausnahmsweise eine „schriftliche Verhandlung“ beginnen, wenn sich das Gericht mit Zustimmung der Parteien entschlossen hat, ohne mündliche Verhandlung eine Entscheidung zu treffen. Die streitige mündliche Verhandlung und die Beweisaufnahme sind miteinander zu verbinden (§ 279 Abs. 2 ZPO). Vorausgegangen sind die in Schriftform vorzulegenden Klageschriften der Parteien, die jedoch erst durch mündliche Verhandlung vor Gericht zum Prozessstoff werden.
Kernbestandteil eines jeden Strafverfahrens ist die in den § 226 bis § 275 StPO geregelte Hauptverhandlung, die nach § 243 Abs. 1 StPO mit dem Aufruf der Sache beginnt und eine Belehrung enthalten muss, dass es dem Angeklagten freistehe, sich zu der Anklage zu äußern oder nicht zur Sache auszusagen.

## International
Durch die Globalisierung nimmt auch die Bedeutung internationaler Märkte immer mehr zu, so dass internationale Verhandlungen (englisch negotiation, französisch audition) eine große Rolle spielen. Dabei ist die jeweilige Kultur, der die Unterhändler angehören, zu berücksichtigen. Hier gibt es unterschiedliche sprachliche, soziokulturelle und organisatorische Strukturen, die zu Missverständnissen unter den Verhandlungsparteien führen können. Um diese zu vermeiden, muss bei der Vorbereitung auch der kulturelle Hintergrund der Unterhändler untersucht werden. Forschung zeigt, wie unterschiedlich diese Verhandlungsstile sein können. Dies ist besonders bei Verhandlungen von Geschäften wie Export und Import zu berücksichtigen.
In vielen Kulturen (zum Beispiel in Asien) ist es üblich, größere geschäftliche Verhandlungen und persönliche Kontakte miteinander zu verbinden. Letztere dienen dem Zweck, Persönlichkeit und Charakter des Gegenübers (besser) kennenzulernen. Sie können vor dem Beginn der eigentlichen Verhandlungen oder parallel zu diesen stattfinden. In Japan ist es üblich, dass potentielle oder tatsächliche Geschäftspartner an Karaokeveranstaltungen teilnehmen. Bei Verhandlungen zwischen inländischen und ausländischen Managern ist es üblich, dass der Inländer dem Ausländer sein Land, seine Region oder seine Stadt vorstellt (z. B. Sightseeing, gemeinsamer Besuch einer Kulturveranstaltung oder eines Events).
Verhandlungsstile, wie sie in „westlichen“ Ländern gelehrt und angewendet werden, können in „Nicht-westlichen“ Ländern, wie etwa asiatischen Staaten, nicht zielführend bzw. u. U. sogar kontraproduktiv sein.

## Verhandlung und Spieltheorie
Innerhalb der Rational-Choice-Theorie leistet die Spieltheorie den größten Beitrag zur Erklärung von Verhandlungen. Die Spieltheorie unterscheidet zwischen Verhandlungslösungen und Lösungen, die nicht auf (gedachten) Verhandlungen beruhen, spieltheoretische Verhandlungslösungen sind stets an Kommunikation, Kooperation und Koordination gebunden. Die Spieltheorie untersucht soziale Situationen, bei denen das Verhandlungsergebnis nicht nur vom eigenen Verhalten abhängt, sondern auch vom Verhalten der Verhandlungsgegner. Sie unterscheidet zwischen simultanen und sequenziellen Verhandlungsprozessen. Beide Formen wirken sich direkt auf das Angebot bzw. Gegenangebot der verhandelnden Parteien aus. Weiterhin untersucht die Spieltheorie die möglichen Auswirkungen von strategischen Einflussfaktoren auf den Prozess.
Entscheidende strategische Einflussfaktoren bei Verhandlungen sind:
- Verhandlungsmacht
- Verhandlungsstrategie
- Geduld und
- Brinkmanship (Spiel mit dem Feuer): eine Verhandlungsstrategie mit hohem Risiko – dem Verhandlungspartner wird eine beidseitige Katastrophe angedroht für den Fall, dass keiner in der Verhandlung nachgibt.

Im Ergebnis der spieltheoretischen Betrachtungen werden die jeweiligen Verhandlungsschritte unter Berücksichtigung der Einflussfaktoren analysiert und die möglichen Teilergebnisse hinsichtlich der individuellen Bedürfnisse abgewogen. Entsprechend kann jede Verhandlungspartei unter den entstehenden Alternativen jene mit der größten Nutzenmaximierung auswählen.
Die Spieltheorie vernachlässigt allerdings systematisch kultur- und genderspezifische Aspekte der Wahl von Verhandlungsstrategien, obwohl viele empirische Untersuchungen zeigen, dass sie eine große Rolle spielen. Gerade die vom Harvard-Konzept geforderte Offenlegung der Interessen ist in vielen Kulturen unüblich. In der arabischen Welt z. B. werden wichtige Interessen häufig gar nicht geäußert oder nur leicht angedeutet, was dazu führt, dass europäische Geschäftspartner diese nicht erkennen oder fälschlicherweise Interessen unterstellen, die kaum eine Rolle spielen.

## Berühmte Verhandlungen
- Westfälischer Friede 1648
- Reichsdeputationshauptschluss 1802/03
- Der Wiener Kongress 1814/15
- Alaskakauf der USA 1867
- Pariser Friedenskonferenz 1919
- Die Jalta-Konferenz 1945
- Die Nahostverhandlungen in Camp David 1978